# Ernst Müller (calciatore)
Ernst Müller (Berlino, 13 luglio 1901 – 13 settembre 1958) è stato un calciatore tedesco, di ruolo centrocampista.